# 형제살해
형제살해(fratricide, 라틴어 fratricidium에서 유래. frater '형제' 및 -cīdium '살해' – caedere '죽이다, 자르다'의 동화어근)는 자신의 형제를 죽이는 행위이다.
이는 직접 수행할 수도 있고 고용된 중개인이나 세뇌된 중개자(암살자)를 통해 수행할 수도 있다. 피해자가 가해자의 친형제일 필요는 없다. 군사적 맥락에서 형제살해의 영단어 fratricide는 군인이 동료를 살해하는 것을 의미한다.
fratricide라는 용어는 내전을 지칭하기 위해 은유적으로 사용된다.

## 같이 보기
- 프란츠 카프카
- 카인과 아벨
- 로물루스와 레무스
- 아군 사격